# 庭窪町
庭窪町（にわくぼちょう）は、大阪府北河内郡にあった町。現在の守口市北部にあたる。中世の荘園名「大庭荘」と「大窪荘」の合成地名。

## 地理
- 河川：淀川

## 歴史
- 1883年（明治16年） - 茨田郡八番村・北十番村・南十番村・下島村が合併して茨田郡八雲村となる。
- 1886年（明治19年） - 茨田郡大庭一番村・大庭二番村・大庭五番村が合併して茨田郡佐太村、茨田郡大庭三番村・大庭四番村・大庭六番村が合併して茨田郡大日村となる。
- 1889年（明治22年）4月1日 - 町村制の施行により、茨田郡佐太村・大日村・大庭七番村・八雲村・東村・北村・藤田村・金田村・梶村が合併して茨田郡庭窪村が発足。大字佐太に村役場を設置。
- 1896年（明治29年）4月1日 - 所属郡が北河内郡に変更。
- 1948年（昭和23年）4月1日 - 庭窪村が町制施行して北河内郡庭窪町となる。
- 1957年（昭和32年）4月1日 - 守口市に編入。同日庭窪町廃止。

## 交通

### 鉄道路線
現在は旧町域にOsaka Metro谷町線・大阪モノレール本線の大日駅が所在するが、当時は未開業。

### 道路
現在は旧町域に阪神高速12号守口線・近畿自動車道の守口ジャンクション、阪神高速12号守口線の守口出入口が所在するが、当時は未開通。

## 名所・旧跡・観光スポット・祭事・催事
- 来迎寺